# Ion Bogdan Băluță
Ion Bogdan Băluță (* 31. Dezember 1932 in Bukarest) ist ein ehemaliger rumänischer Politiker und Funktionär der Rumänischen Kommunistischen Partei (PCR), der unter anderem vor der Revolution 1989 zwischen November und Dezember 1989 Kandidat des Politischen Exekutivkomitees des Zentralkomitees (ZK) der PCR war.

## Leben
Ion Bogdan Băluță war als Elektriker und Bauarbeiter tätig, wurde 1948 Mitglied der Union der jungen Werktätigen UTM (Uniunea Tineretului Muncitor), des Jugendverbandes der Kommunistischen Partei, und trat 1955 der Rumänischen Arbeiterpartei PMR (Partidul Muncitoresc Român) als Mitglied bei. Während er zwischen 1959 und 1962 Instrukteur für Informationsarbeit des Parteikomitees von Panciu war, absolvierte er 1961 die Parteischule in Galați. Er absolvierte zudem ein Studium an der Fakultät für Wirtschaftswissenschaften der Akademie der Sozial- und Politikwissenschaften „Ștefan Gheorghiu“ und war 1965 zunächst Sekretär für Landwirtschaft des Parteikomitees von Panciu sowie im Anschluss bis zum 10. Oktober 1979 Erster Sekretär des Stadt-Parteikomitees von Focșani. Er war zwischen dem 10. Oktober 1979 und Juni 1981 Sekretär für Organisation des Parteikomitees des Kreises Botoșani sowie zugleich Instrukteur in der Propagandaabteilung des ZK. Für seine Verdienst erhielt er 1981 den Orden Tudor Vladimirescu Dritter Klasse (Ordinul Tudor Vladimirescu).
Als Nachfolger von Alexandrina Găinușe übernahm er am 24. Mai 1982 die Posten als Erster Sekretär des Parteikomitees und Vorsitzender des Exekutivkomitees des Volksrats des Kreises Bacău und bekleidete diese 1985. Am 18. Dezember 1982 wurde er Kandidat des ZK der PCR und behielt diese Funktion bis zum 22. November 1984. Auf dem XIII. Parteitag der PCR wurde er Mitglied des ZK der PCR und gehörte diesem Gremium bis zum 22. Dezember 1989 an. 1985 wurde er Mitglied der Großen Nationalversammlung (Marea Adunare Națională) und vertrat dort bis 1989 den Wahlbezirk Nr. 11 Comănești im Kreis Bacău. Nachdem er von Februar bis zum 4. November 1989 erneut Instrukteur im ZK war, fungierte er zwischen dem 4. November und dem 22. Dezember 1989 als Erster Sekretär des Parteikomitees und Vorsitzender des Exekutivkomitees des Volksrats des Kreises Argeș. Auf dem XIV. und letzten Parteitag der PCR wurde er am 24. November 1984 Kandidat des Politischen Exekutivkomitees des Zentralkomitees (ZK) der PCR und behielt diese Funktion bis zum 22. Dezember 1989. Mit dem Zusammenbruch des Kommunismus im Zuge der Rumänischen Revolution im Dezember 1989 verlor er alle Ämter.